# Convención sobre el reconocimiento y ejecución de las sentencias arbitrales extranjeras
La Convención sobre el reconocimiento y ejecución de las sentencias arbitrales extranjeras, también conocida como Convención de Nueva York, es un tratado internacional, adoptado en la ciudad de Nueva York (Estados Unidos) el 10 de junio de 1958, en virtud del cual los juzgados y tribunales de los estados que lo hubiesen ratificado han de hacer cumplir los laudos arbitrales extranjeros atendiendo a lo preceptuado en su articulado.